# Geranium suzukii
Geranium suzukii är en näveväxtart som beskrevs av Genkei Masamune. Geranium suzukii ingår i släktet nävor, och familjen näveväxter. Inga underarter finns listade i Catalogue of Life.